# Phan Sơn
Phan Sơn là một xã thuộc huyện Bắc Bình, tỉnh Bình Thuận, Việt Nam.

## Địa lý
Xã Phan Sơn có diện tích 192,22 km², dân số năm 2022 là 4.302 người, mật độ dân số đạt 22 người/km².

## Hành chính
Xã Phan Sơn được chia thành 4 thôn: 2, Klip, Tamon, Phan Sơn.

## Lịch sử
Ngày 24 tháng 10 năm 2024, Ủy ban Thường vụ Quốc hội ban hành Nghị quyết số 1253/NQ-UBTVQH15 về việc sắp xếp đơn vị hành chính cấp xã của tỉnh Bình Thuận giai đoạn 2023 – 2025 (nghị quyết có hiệu lực từ ngày 1 tháng 12 năm 2024). Theo đó, điều chỉnh 4,43 km² diện tích tự nhiên của xã Phan Lâm vào xã Phan Sơn.
Sau khi điều chỉnh, xã Phan Sơn có 192,22 km² diện tích tự nhiên và quy mô dân số là 4.302 người.